# Alexandru Nicușor Raicea
Alexandru Nicușor Raicea (n. 17 decembrie 1996, Craiova, România) este un fotbalist român, care joacă pe post de mijlocaș la FCU Craiova în Liga a II-a.